# Liste der uruguayischen Botschafter in Osttimor

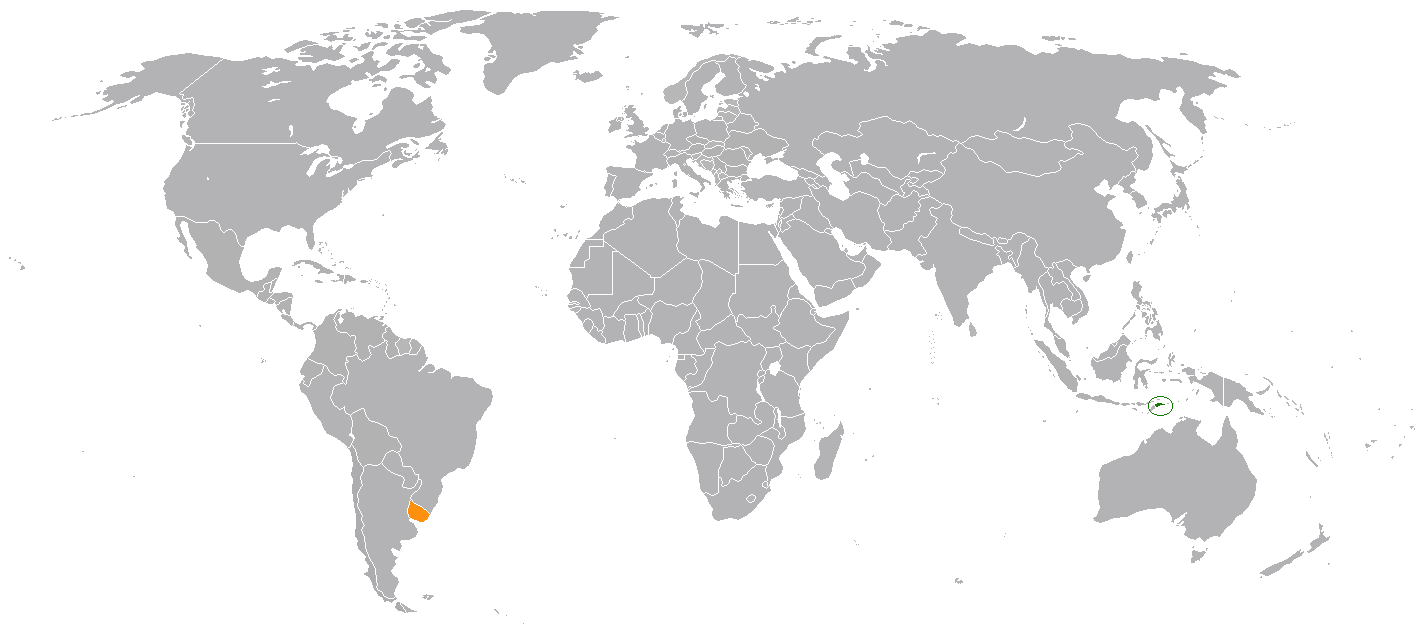
Osttimor und Uruguay

Diese Liste führt die uruguayischen Botschafter in Osttimor auf. Die uruguayische Botschaft befindet sich in Canberra (Australien).

## Hintergrund
Uruguay beteiligte sich an mehreren UN-Missionen in Osttimor.

## Liste
| Name                                 | Amtszeit  | Anmerkungen                                                               |         |
| Uruguay                              | Uruguay   | Uruguay                                                                   | Uruguay |
| ------------------------------------ | --------- | ------------------------------------------------------------------------- | ------- |
| ?                                    | 2002–2008 | unbekannt                                                                 |         |
| Alberto Leopoldo Fajardo Klappenbach | 2008–2013 | [ 1 ]                                                                     |         |
| Ricardo Javier Varela Fernandez      | 2015–2018 | Ernennung 9. April 2015 Akkreditierung: 15. Juni 2016                     |         |
| Victoria Eugenia Francolino Slepak   | 2019–2022 | ab 13. Februar 2019 uruguayische Botschafterin für Australien in Canberra |         |
| ?                                    | 2022–2024 | unbekannt                                                                 |         |
| Dianela Joselina Pi Cedrés           | seit 2025 | Akkreditierung: 19. Februar 2025                                          |         |